# Drewno wielkowymiarowe

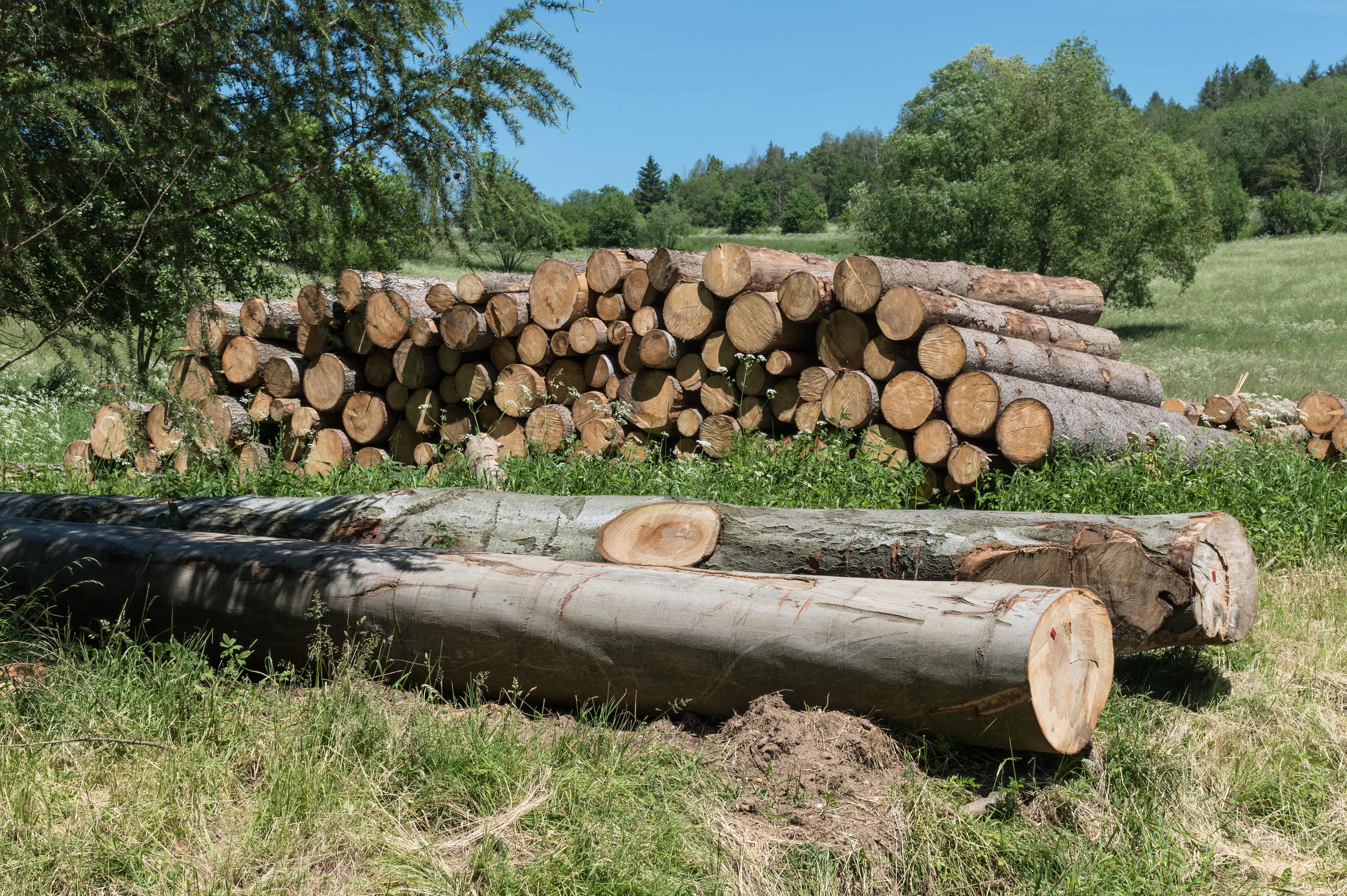
Skład drewna wielkowymiarowego

Drewno wielkowymiarowe – zgodnie z Polskimi Normami PN-92/D-95008 oraz PN-92/D-95017 jest to drewno okrągłe o średnicy górnej mierzonej bez kory od 14 cm wzwyż. W zależności od jakości i wymiarów, drewno wielkowymiarowe dzieli się na cztery klasy: A, B, C, D.